# Stigma Monatsblutung
Stigma Monatsblutung (Originaltitel: Period. End of Sentence.) ist ein Dokumentar-Kurzfilm von Rayka Zehtabchi und Melissa Berton. Er wurde durch den Streamingdienst Netflix verbreitet und wurde bei der Oscarverleihung 2019 als „Bester Dokumentar-Kurzfilm“ ausgezeichnet.

## Inhalt
Der Kurzfilm handelt von indischen Frauen, die im Hintergrund eine sexuelle Revolution einleiten. Eine Frauengruppe aus dem nordindischen Hapur wird dabei begleitet, wie sie die Bedienung einer Maschine erlernen, die kostengünstige, biologisch abbaubare Damenbinden herstellt. Anschließend werden diese zu günstigen Preisen an andere Frauen verkauft. Durch den Zugang zu grundlegenden Hygieneprodukten wird nicht nur die Monatshygiene selbst verbessert, sondern die Frauen auch dazu ermutigt, die in Indien herrschenden Tabus rund um die Menstruation abzulegen. Außerdem verbessern die Frauen durch ihr Projekt die wirtschaftliche Situation ihrer Gemeinschaft.

## Hintergrund und Veröffentlichung
Die Idee zum Film geht auf das Engagement einer Gruppe von 15- und 16-jährigen Schülerinnen zurück. Deren Lehrerin war Melissa Berton. Im Zuge dieser Aktivitäten entstand das Pad Project, aus dem heraus schließlich der Film hervorging.
Der Film wurde am 5. April 2018 beim Cleveland International Film Festival (CIFF) uraufgeführt und ist seit dem 12. Februar 2019 bei Netflix verfügbar.

## Auszeichnungen
Period. End of Sentence. konnte bei einigen US-amerikanischen Filmfestivals den Preis als bester Dokumentarkurzfilm gewinnen. Am 22. Januar 2019 wurde die Nominierung des Films in der Kategorie „Bester Dokumentar-Kurzfilm“ für die Oscarverleihung 2019 bekannt gegeben, wo der Film die Auszeichnung gewann.

## Rezeption
„Endlich ein Film von gesellschaftlicher Relevanz“ titelte die Süddeutsche Zeitung anlässlich des Oscars für Period. End of Sentence. Den deutschen Übersetzungtitel Stigma Monatsblutung hielt der Verfasser des Artikels für „sehr richtig, aber doch etwas sperrig“. Er charakterisierte die ausgezeichnete Dokumentation als eine nicht nur „über das Tabuthema weibliche Hygiene“. Es sei auch ein Film „über institutionalisierte Frauenfeindlichkeit. Über eine Religion, die Frauen während ihrer Monatsblutung nicht den Tempel betreten lässt, weil sie dann angeblich schmutzig seien. Und über eine patriarchale Gesellschaft, in der Themen, die Männer nicht direkt betreffen, in der Öffentlichkeit einfach nicht stattfinden.“ Nur wenig störte den Autor an der „ansonsten so positiven und ermächtigenden Doku“, nämlich, dass „die einzige Person im Film, der ihr voller Namen zugestanden wird“, der eine Mann sei, der vorkomme.
Auch Der Spiegel befand den deutschen Filmtitel für „leider [...] arg bürokratisch-abschreckend“ klingend. Der Film selbst erschien der Rezensentin als „Einblick“ in eine Welt, in der sich die Benachteiligung von Frauen an ganz alltäglichen Dingen zeige und als „Geschichte, die Mut macht, sich freizukämpfen, auf eigenen Beinen zu stehen“.
Beate Hausbichler (Der Standard) meinte, die Filmemacherinnen illustrierten mit der Geschichte über dieses Projekt, „wie (weltweit) strukturell verankerte Diskriminierung durch die Haltung zementiert wird, bestimmte Probleme seien die höchst intime Angelegenheit der Einzelnen.“ Die Frauen in diesem Dokumentarfilm jedoch ließen sich „nicht mehr einreden, es gehe um nichts wichtiges“.